# ديفيد كارفر (منافس ألعاب قوى)
ديفيد كارفر (بالإنجليزية: David Carver)‏ هو منافس ألعاب قوى موريشيوسي، ولد في 5 سبتمبر 1987.

## وصلات خارجية
- ديفيد كارفر على موقع الاتحاد الدولي لألعاب القوى (الإنجليزية)
- ديفيد كارفر على موقع أوليمبيديا (الإنجليزية)